# Anchoa mundeola
Anchoa mundeola е вид лъчеперка от семейство Engraulidae. Видът е незастрашен от изчезване.

## Разпространение и местообитание
Разпространен е в Гватемала, Колумбия, Коста Рика, Мексико, Никарагуа, Панама, Салвадор и Хондурас.
Среща се на дълбочина от 1,5 до 27,5 m.

## Описание
На дължина достигат до 12,5 cm.